# یونایتد گلف بنک
یونایتد گلف بنک (انگلیسی: United Gulf Bank) شرکت خدمات مالی و بانکداری بحرینی است، که در سال ۱۹۸۰ تأسیس شد.